# Teenfresh
Teenfresh (estilizado en mayúsculas) es el tercer EP del grupo femenino de Corea del Sur STAYC. Fue lanzado el 16 de agosto de 2023 por High Up Entertainment y distribuido por Kakao Entertainment. El miniálbum contiene seis pistas, incluyendo su sencillo principal titulado «Bubble».

## Antecedentes y lanzamiento
El 17 de julio de 2023, la agencia High Up Entertainment, casa discográfica de STAYC, señaló a los medios de comunicación que: «STAYC está trabajando duro para preparar un álbum con el objetivo de ser lanzado el 16 de agosto». El 19 de julio de 2023, el grupo participó en la pregrabación del programa de televisión Knowing Bros del canal JTBC, como parte de las promociones de su próximo lanzamiento musical.
El 24 de julio de 2023 a la medianoche, las cuentas sociales oficiales de STAYC anunciaron el lanzamiento del tercer miniálbum del grupo titulado Teenfresh, ha ser publicado el 16 de agosto del mismo año. El anuncio vino acompañado de una imagen conceptual con la frase «Coming Soon».
El 25 de julio de 2023 fue publicado el cronograma de actividades y publicaciones del nuevo lanzamiento, confirmando que el sencillo principal del miniálbum llevaría por título «Bubble».

## Lista de canciones
| CD / Descarga digital |                                        |                                                   |                             |                 |          |  |
| N.º                   | Título                                 | Letras                                            | Música                      | Arreglos        | Duración |  |
| 1.                    | «Bubble»                               | Black Eyed Pilseung, Jeon Goon                    | Black Eyed Pilseung, FLYT   | Rado, FLYT      | 2:59     |  |
| 2.                    | «Not Like You»                         | Black Eyed Pilseung, Jeon Goon                    | Black Eyed Pilseung, will.b | Rado            | 2:49     |  |
| 3.                    | «I Wanna Do»                           | will.b, van gogh                                  | will.b                      | will.b          | 2:54     |  |
| 4.                    | «Be Mine»                              | BXN                                               | BXN, Prime Time             | BXN, Prime Time | 2:45     |  |
| 5.                    | «Bubble» (versión en inglés)           | Illson, Sean Rhee, Black Eyed Pilseung, Jeon Goon | Black Eyed Pilseung, FLYT   | Rado, FLYT      | 2:59     |  |
| 6.                    | «Bubble» (versión acelerada en inglés) | Illson, Sean Rhee, Black Eyed Pilseung, Jeon Goon | Black Eyed Pilseung, FLYT   | Rado, FLYT      | 2:37     |  |
| 17:03                 |                                        |                                                   |                             |                 |          |  |

## Historial de lanzamiento
| Región        | Fecha                | Formato                       | Sello                                     |
| ------------- | -------------------- | ----------------------------- | ----------------------------------------- |
| Corea del Sur | 16 de agosto de 2023 | CD descarga digital streaming | High Up Entertainment Kakao Entertainment |